# Кем Гескін
Кем Еріка Гескін (Kam Heskin)	(нар. 8 травня 1973 Ґранд Форкс, Північна Дакота) — американська акторка, відома своїми ролями у серіалі «Любов і таємниці Сансет Біч» компанії NBC (де вона грала Кейтлін Річардс, замінивши грала цю роль раніше актрису Ванессу Дорман) і роллю Пейдж Морган в продовженні фільму «Принц і я».

## Життєпис
Народилася 8 травня 1973 року в місті Ґранд Форкс, Північна Дакота. Вона ходила в школу Grand Junction High School, а після її закінчення продовжила навчання в коледжі Concordia College, Міннесота, закінчивши який, отримала спеціальність «Політолог». Відразу ж після закінчення коледжу вона переїхала в Чикаго і кілька місяців працювала моделлю, поки не перебралася до Нью-Йорку.
Свою акторську кар'єру почала у фільмі Джона Ву «Блекджек». Грала Шерідан Крейн в серіалі «Пристрасть», двічі замінюючи актрису МакКензі Вестмор, що грала цю роль. У 2008 році вона знялася у фільмі «Принц і я 3: Медовий місяць», а в 2009 році Гескін знову з'явилася в ролі Королеви Пейдж в продовженні «Принц і я 4: Пригода зі слоном».

## Фільмографія
- Генрі: портрет серійного вбивці (1986) —
- Блекджек (1998) — Сіндер Джеймс
- Заручники (2000) — Джесс
- Сьоме небо (2000)
- Березневі коти (фільм) (2001) — Кімберлі
- Планета мавп (2001)
- Енджел (2002) — Лола
- Спіймай мене, якщо зможеш (фільм) (2002) — Кенді
- Влад(2003)
- Гордість і упередження (2003)
- Історія однієї дівчини (2003) — Джессі
- Усі жінки — відьми (2003) — Робін
- Брудне кохання (2005) — Керрі Карсон
- Принц і я 2: Королівське весілля (2006) — Пейдж Морган (головна роль)
- Принц і я 3: Весільна мандрівка(2008) — Пейдж Морган (головна роль)
- Принц і я 4 (2010) — (головна роль)
- Крик — Пенні Сатерланд